# جيمس فرانسيس ستيفنز

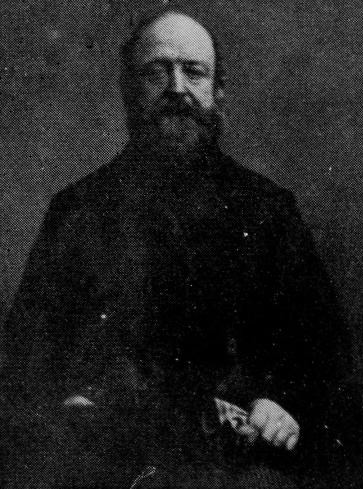
صورة مستنسخة من داجيرية

جيمس فرانسيس ستيفنز (16 سبتمبر 1792 – 22 ديسمبر 1852)، كان عالم حشرات وعالم طبيعة الإنجليزي. وهو معروف بكتابه إيضاحات علم الحشرات البريطاني (1846) المكون من 12 مجلدًا وبكتاب دليل الخنافس البريطانية (1839).

## حياته
ولد ستيفنس في شوريهام ودرس في مستشفى المسيح. كان والده ويليام جيمس ستيفنس (توفي عام 1799) قبطانًا في البحرية، وكانت والدته ماري بيك (في وقت لاحق السيدة دالينجر). ذهب إلى المدرسة في «مدرسة بلو كوت»، هيرتفورد وبعد ذلك في مستشفى المسيح، لندن. ثم أُرسل للدراسة تحت شوت بارينجتون (1734–1826)، أسقف دورهام عام 1800. غادر في عام 1807 وعمل كاتبا في مكتب الأميرالية، سومرست هاوس، من 1807 إلى 1845 بفضل عمه الأدميرال ستيفنز.

## علم الحشرات
اهتم ستيفنس بالتاريخ الطبيعي حتى عندما كان تلميذًا. كتب فهرس مخطوطة للحيوانات البريطانية عام 1808. انتخب زميلا في جمعية لينيوس بلندن في 17 فبراير 1815، وجمعية علم الحيوان بلندن عام 1826. من 1815 إلى 1825 اهتم بشكل كبير بعلم الطيور وساهم في عمل جورج شو (1751-1813). حصل على إجازة من المكتب لمساعدة وليام إلفورد ليتش في عام 1818 لترتيب مجموعة الحشرات في المتحف البريطاني. عاد إلى الأميرالية لكن المشاكل مع رؤسائه دفعته إلى التقاعد مبكرًا مما أدى إلى فقدان جزء من معاشه. ثم عمل بدون أجر في المتحف البريطاني حتى وفاته ووصف ما يصل إلى 2800 نوع من الحشرات البريطانية. غالبًا ما استخدم عدسة جيب بدلاً من المجهر واستخدم زجاجة قتل بأوراق غار مطحونة بدلاً من تثبيت العينات مباشرة كما كانت الممارسة في ذلك الوقت.

## أعماله
كان ستيفنز مؤلف كتاب
- علم الحيوان العام ، أو التاريخ الطبيعي المنهجي لندن، طبع لجي كيرسلي جزئيا مع جورج شو والمؤلف الوحيد للمجلدات الستة الأخيرة من المجلدات الستة عشر بعد وفاة جورج شو (1800-1826) - I-II Mammalia (1800)، III- أمفيبيا (1802)، الحوت (1803-4)، VI Insecta (1806)، VII-VIII Aves (1809-120، IX-XIV ، pt.1. Aves (JF Stephens وحده) (1815–26)، الرابع عشر، نقطة. 2 الفهرس العام لعلم الحيوان من قبل G. Shaw و JF Stephens (1826)
- تسمية الحشرات البريطانية: كونها قائمة موجزة لمثل هذه الأنواع (1829).
- دليل منهجي للحشرات البريطانية: كونها محاولة لترتيب جميع الحشرات الأصلية المكتشفة حتى الآن وفقًا لانجذابها الطبيعي. تحتوي أيضًا على إشارات إلى كل كاتب إنجليزي في علم الحشرات، وإلى المؤلفين الأجانب الرئيسيين. مع كل الأجناس البريطانية المنشورة حتى الوقت الحاضر (1829).

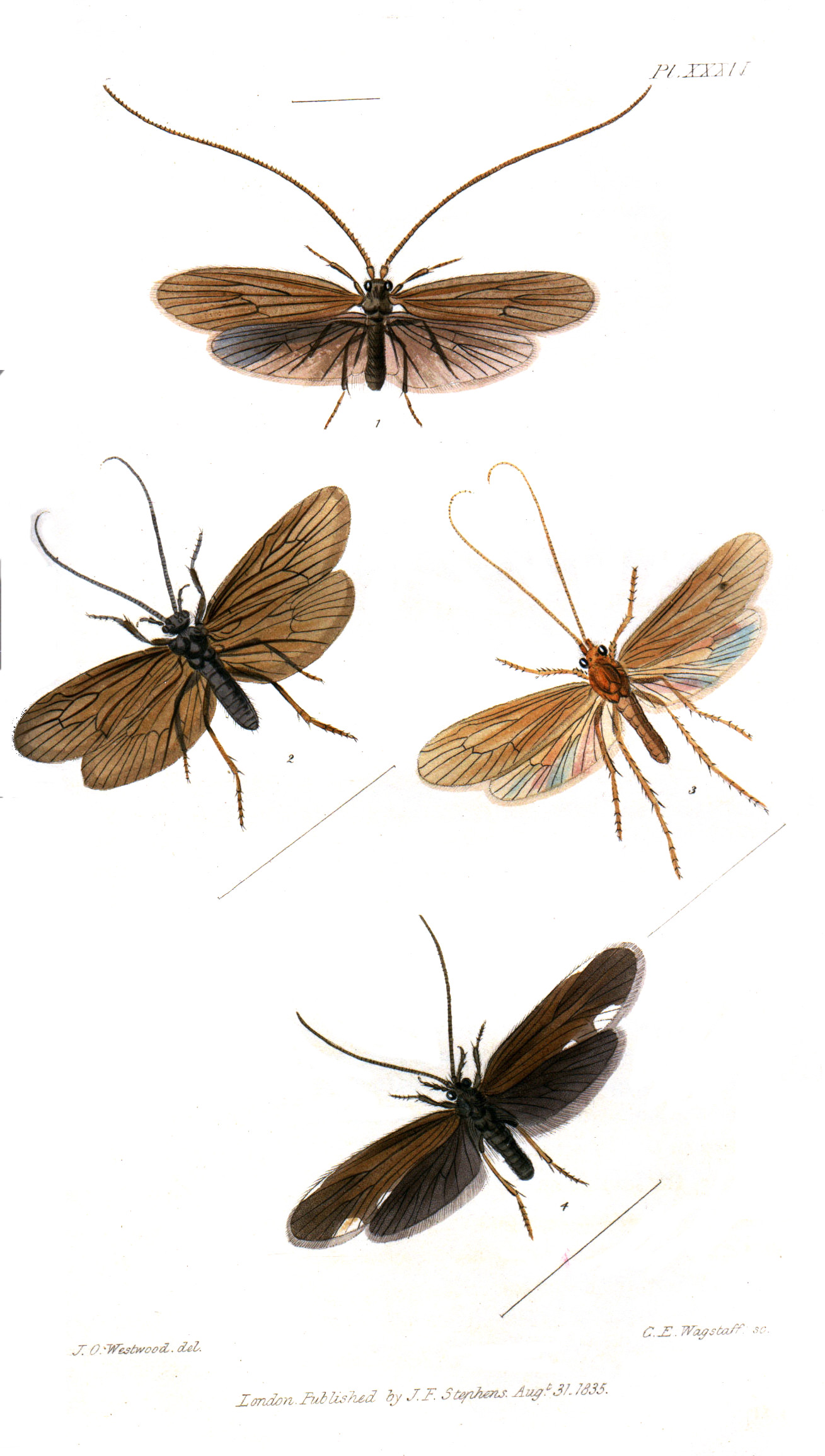
توضيح لشَعْرِيَّاتِ الأَجْنِحَةِ من كتاب علم الحشرات البريطاني لستيفنز

- الرسوم التوضيحية من علم الحشرات البريطاني. أو، خلاصة الحشرات الأصلية، التي تحتوي على الفروق العامة والخاصة؛ مع سرد تحولاتهم، وأوقات ظهورهم، وأماكنهم، وطعامهم، واقتصادهم، قدر الإمكان. في عشرة مجلدات . (1828–1846). هذا العمل، بعد النظام القديم للتصنيف، [6] يتكون من 7 مجلدات من لحييات (الحشرات مع المضغ فمها / الفك السفلي)، 4 مجلدات من Haustellata (الحشرات مع فمها مص، مثل حرشفية الأجنحة haustellum)، و 1 حجم التكميلي. تم تلوين اللوحات باليد، بعد رسومات CM Curtis وJohn Obadiah Westwood

## تشارلز داروين
أثناء وجوده في جامعة كامبريدج، أصبح الطالب تشارلز داروين جامعًا متحمسًا للحشرات. أرسل سجلات ستيفنس للحشرات النادرة التي التقطها، وكان سعيدًا عندما أعطته الرسوم التوضيحية لعلم الحشرات البريطاني الفضل في التقاط الحشرات الموصوفة في 33 إدخالات، نقلاً عن كلماته في جميع الحالات باستثناء حالتين. ذكر داروين في سيرته الذاتية: "لم يشعر أي شاعر بمزيد من البهجة لرؤية قصيدته الأولى المنشورة مما شعرت به عند رؤيته في الرسوم التوضيحية لستيفن للحشرات البريطانية ، الكلمات السحرية،" التقطها C. Darwin ، Esq. "، على الرغم من أن أقرب صيغة تم نشرها ظهرت في الواقع بشكل مختلف قليلاً، حيث" تم التقاطها بواسطة القس FW Hope and C. Darwin، Esq. in North Wales "و" Taken in North Wales by C. Darwin، Esq. ".